# Learjet 55
De Learjet 55 is een middelgroot privéjet van het Amerikaanse Learjet van eind jaren 1970. Begin jaren 1990 verscheen de verbeterde Learjet 60.

## Geschiedenis
De ontwikkeling van de Learjet 50-serie werd in 1977 aangekondigd als een groter vliegtuig dan Learjets bestaande modellen. Er zouden oorspronkelijk drie modellen uit voortkomen, de 54, 55 en 56, waarvan enkel de 55 uiteindelijk in productie is gegaan. De 54 zou een capaciteit van elf passagiers hebben gehad; de 56 acht passagiers.
Voor de 55 werden de vleugels van de Learjet 28 gekoppeld aan een nieuwe romp groot genoeg voor tien passagiers. Het prototype maakte in november 1979 de eerste vlucht, het eerste productievliegtuig op 11 augustus 1980.
In maart 1981 werd de Learjet 55 door de FAA gecertifieerd en een maand nadien werd het eerste toestel afgeleverd.
De jaren nadien verschenen nog enkele verbeteringen:
- De 55B kwam in 1986 met een digitale cockpit, verbeterde vleugels, een verbeterd interieur en betere prestaties.
- De 55C verscheen in 1987 met een hertekende onderromp en deltavinnen die meer stabiliteit opleverden en de landingssnelheid drukten.
- De 55C/ER was een 55C met een extra brandstoftank achterin en dus een groter vliegbereik.
- De 55C/LR was een 55C met een nog grotere brandstofcapaciteit.